# Enez Mango
Pour les articles homonymes, voir Mango.
Enez Mudeizi Mango, née le 1er juillet 1993 au Kenya, est une footballeuse kényane évoluant au poste de défenseur.

## Carrière
Enez Mango joue au football dès l'âge de 10 ans avec le soutien de ses parents. Elle obtient une bourse sportive lui permettant de poursuivre des études universitaires, en informatique à l'université méthodiste du Kenya.
Joueuse des Vihiga Queens depuis 2016, elle participe notamment à la première édition de la Ligue des champions féminine africaine.
Elle connaît sa première sélection en équipe du Kenya le 20 octobre 2021 contre le Soudan du Sud dans un match comptant pour les qualifications à la Coupe d'Afrique des nations féminine de football 2022.